# Аскалаф
Аскалаф (грч. Ἀσκάλαφος) је у грчкој митологији био учесник тројанског рата.

## Митологија
У Хомеровој „Илијади“, али и према писању Аполодора и Хигина, био је један од Аргонаута и учесника тројанског рата, вођа Минијаца. Заједно са својим братом, Јалменом, у рат је довео тридесет лађа. Описан је као храбар ратник кога је убио Дејфоб. То је изазвало гнев бога Ареја, чији је можда син био. Према једној традицији, из Троје је прешао у Самареју, где је умро и где га је сахранио Ареј. Био је син Лика и Перниде или поменутог Ареја и Астиохе.